# William James Mathias
William James Mathias CBE (Whitland, 1 november 1934 –  Menai Bridge, 29 juli 1992) was een Brits componist, muziekpedagoog, dirigent en pianist.

## Levensloop
Mathias studeerde Frans, Engels en filosofie vanaf 1952 aan het University College of Wales in Aberystwyth (tegenwoordig de Aberystwyth University) en behaalde zijn Bachelor of Arts. In 1956 ging hij naar de Royal Academy of Music in Londen. Aldaar studeerde hij bij Lennox Berkeley (compositie) en Peter Katin (piano). Vanaf 1965 doceerde hij aan de Royal Academy of Music in Londen. Van 1970 tot 1988 was hij professor in muziek en hoofd van de muziekafdeling aan de University of Wales in Bangor. 
In 1959 huwde hij de zangeres Margaret Yvonne Collins. Hij werkte ook als dirigent en pianist. In 1972 richtte hij het North Wales International Music Festival in St Asaph op, en leidde het tot zijn dood in 1992. 
Als componist schreef hij werken voor verschillende genres (muziektheater, symfonische muziek, concerten voor instrumenten en orkest, vocale muziek, kamermuziek en werken voor orgel). Talrijke werken schreef hij voor het gebruik in de Anglicaanse liturgie. Heel bekend werd zijn Anthem Let the people praise Thee, O God (1981), gecomponeerd voor de huwelijksplechtigheden van ZKH Charles, prins van Wales en Lady Diana Spencer. In 1968 werd hij bekroond met de prijs van de Arnold Bax Society en in 1981 ontving hij de John Edwards Memorial Award. 

## Composities

### Werken voor orkest

#### Symfonieën
- 1966 Symfonie nr. 1, op. 31 
  1. Allegro moderato
  2. Vivace
  3. Molto adagio
  4. Largamente - Allegro con brio
- 1983 Symfonie nr. 2 - Summer Music, op. 90
- 1991 Symfonie nr. 3

#### Concerten voor instrumenten en orkest
- 1955 Concert nr. 1, voor piano en orkest, op. 2
- 1961 Concert nr. 2, voor piano en orkest, op. 13
- 1968 Concert nr. 3, voor piano en orkest, op. 40
- 1970 Concert, voor harp en kamerorkest, op. 50
- 1971 Concert, voor klavecimbel en strijkorkest, op. 56
- 1975 Concert, voor klarinet en strijkorkest, op. 68
- 1982 Concert, voor hoorn en orkest, op. 93
- 1984-1985 Concert, voor orgel en orkest, op. 92
- 1989 Concert, voor hobo en orkest
- 1991 Concert, voor viool en orkest

#### Andere werken voor orkest
- 1958 Divertimento, voor strijkorkest, op. 7
- 1961 Dance Overture, op. 16
- 1961 Invocation and Dance, op. 17
- 1963 Serenade, voor kamerorkest, op. 18
- 1964 Prelude, Aria and Finale, voor strijkorkest, op. 25
- 1966 Concert, voor orkest
- 1967 Litanies, voor orkest, op. 37
- 1967 Sinfonietta, op. 34
- 1972 Celtic Dances, op. 60
- 1973 Laudi, op. 62
- 1975 Vistas, op. 69
- 1977 Helios, op. 76
- 1977 Requiescat, op. 79
- 1992 In Arcadia

### Werken voor brassband
- 1977 Vivat Regina, op. 75

### Missen, cantates en andere kerkmuziek
- 1963 St. Teilo, cantate op. 21 - tekst: Gwynno James
- 1970 Ave Rex, voor gemengd koor en orkest (of orgel), op. 45
- 1971 A Babe is Born, voor gemengd koor, op. 55
- 1974 This Worldes Joie, cantate voor sopraan, tenor, baritone, gemengd koor, jongenskoor, meisjeskoor en orkest, op. 67
  1. Spring (Youth)
  2. Summer (Maturity)
  3. Autumn (Decline)
  4. Winter (Death)
- 1981 Let the people praise thee, O God, voor gemengd koor en orgel (of orkest), op. 87
- 1982 A Grace - Gratias tibi Domine agimus, voor gemengd koor, op.89 nr. 3
- 1987 Let all the world in every corner sing, voor gemengd koor en orgel (of koperensemble), op. 96, nr. 2
- 1980 Lux Aeterna, voor gemengd koor en orkest, op. 88
- 1987 As truly as God is our Father, voor gemengd koor en orgel
- 1987 Cantate Domino, voor gemengd koor en orgel
- 1989 Bell Carol, voor gemengd koor, koperensemble, slagwerk en orgel
- A May Magnificat, voor gemengd koor en klokken, op. 79, nr. 2
- All Thy Wisdom Shall Praise Thee, voor gemengd koor en orgel, op. 17b
- Alleluya Psallat, voor gemengd koor en orgel, op. 58
- Bless the Lord, voor gemengd koor en orgel, op. 51
- Festival Te Deum in C majeur, voor gemengd koor en orgel, op. 28
- Gloria, voor mannenkoor en orgel, op. 52
- Missa Brevis, voor gemengd koor en orgel, op. 64
- Missa Aedis Christi - in Memory of William Walton, voor gemengd koor en orgel, op. 92
- O Salutaris Hostia, voor mannenkoor, op. 48
- O Sing Unto the Lord, voor gemengd koor en orgel, op. 29
- Psalm 150, voor gemengd koor en orkest, op. 44
- Rejoice the Lamb, voor gemengd koor en orgel, op. 99, nr. 1
- Te Deum, voor sopraan, mezzosopraan, tenor, gemengd koor en orkest, op. 85
- Veni Sancte Spiritus, voor gemengd koor, orgel, 2 trompetten en slagwerk, op. 96

### Muziektheater

#### Opera's
| Voltooid in | titel                | aktes       | première                                         | libretto     |
| ----------- | -------------------- | ----------- | ------------------------------------------------ | ------------ |
| 1980        | The Servants, op. 81 | 3 bedrijven | 15 september 1980, Cardiff, Welsh National Opera | Iris Murdoch |

#### Toneelmuziek
- 1988 Jonah, voor tenor, bariton, semi koor, gemengd koor en orkest - tekst: Charles Causley

### Vocale muziek

#### Werken voor koor
- 1987 Riddles
- 1989 Learsongs
- 1989 O Aula Nobilis, voor vierstemmig vrouwenkoor (SSAA), trompetten, slagwerk en 2 piano's
- 1990 The Doctrine of Wisdom, voor gemengd koor en orgel
- A Royal Garland, voor gemengd koor, op. 77
- Rex Gloriae, voor gemengd koor, op. 83
- Salvator Mundi, voor vrouwenkoor, twee piano's, slagwerk en strijkers, op. 89
- Shakespeare Songs, voor gemengd koor en piano, op. 80
- Three Medieval Lyrics, voor gemengd koor en instrumentaal ensemble, op. 33

#### Liederen
- 1979 Songs of William Blake, voor zangstem, harp, piano, celesta en strijkorkest, op. 82
  1. To Morning
  2. Holy Thursday
  3. Infant Joy
  4. Infant sorrow
  5. Holy Thursday
  6. The lamb
  7. The tiger
  8. The chimney sweeper
  9. London
  10. On another's sorrow
  11. The divine image
  12. To the Evening Star
- A Vision of Time and Eternity, voor contra-alt en piano, op. 61 - tekst: Henry Vaughan

### Kamermuziek
- 1956 Suite, voor trompet en piano, op. 4
- 1957 Sonatina, voor klarinet en piano, op. 3
- 1963 Blaaskwintet, op. 22
- 1976 Zodiac, trio voor dwarsfluit, altviool en harp, op. 70
- 1981 Investiture Anniversary Fanfare, voor 4 trompetten, 2 bastrompetten (of trombones), bastrombone, pauken en 3 slagwerkers
- 1987 Strijkkwartet nr. 3
- Concertino, voor dwarsfluit, hobo, fagot en klavecimbel, op. 65
- Divertimento, voor viool en altviool, op. 1
- Divertimento, voor dwarsfluit, hobo en piano, op. 24
- Soundings, voor koperkwintet
- Strijkkwartet nr. 1, op. 38
- Strijkkwartet nr. 2, op. 84
- Summer Dances, voor koperkwintet

### Werken voor orgel
- 1962 Postlude
- 1964 Recessional, op. 96, nr. 4
- 1966 Chorale
- 1967 Toccata Giocosa, op. 36, nr. 2
- Antiphonies, op. 88 nr. 2
- Berceuse, op. 95 nr. 3
- Canzonetta, op. 78, nr. 2
- Carillon
- Fanfare
- Fantasy, op.78
- Fenestra
- Invocations, op. 35
- Jubilate, op. 67
- Partita
- Processional, op. 96
- Variations on a Hymn Tune

### Werken voor piano
- 1961 Toccata alla Danza
- 1963 Sonate nr. 1, op. 23
- 1969 Sonate nr. 2, op. 46

### Werken voor harp
- 1960 Improvisations, op. 10
- 1988 Santa Fe Suite
- Sonate, op. 66